# Perdiu boscana de Tailàndia
La perdiu boscana de Tailàndia (abans Arborophila diversa, ara Arborophila cambodiana diversa) és un ocell de la família dels fasiànids (Phasianidae) que habita la selva del sud-est de Tailàndia.
Havia estat reconeguda espècie de ple dret però el reconeixement de la subespècie intermèdia A. c. chandamonyi indica clinalitat i tractament com una sola espècie (Eames et al. 2002; del Hoyo & Collar 2014; HBW/BirdLife; WGAC 118).